# 馬達加斯加奇觀
《馬達加斯加》為英國廣播公司與動物星球頻道聯合製作的自然紀錄片，由大衞·愛登堡旁白，2011年2月9日起於英國廣播公司第二台及高清台首播，共3集。本片介紹位處印度洋的馬達加斯加島之自然景觀及其富饒的野生生態。本片每集皆附上10分鐘的《馬達加斯加：奇觀背後》（Madagascar Diaries），展示攝製隊的拍攝手法及技巧。
本片另有一套後續紀錄片《巨蛋尋根》（Attenborough and the Giant Egg），於2011年3月首播。共一小時的節目中，大衞·愛登堡回到馬達加斯加研究島上已絕種的象鳥。象鳥曾被認為是世上最大的鳥類，而牠們生存的證據仍保留於島上。1961年，大衞·愛登堡拍攝《動物園探奇》時，曾利用收集到的碎片拼湊出完整的象鳥蛋。
海外播放方面，香港無綫電視明珠台於2012年9月4日起逢星期二晚9時半首播，粵語旁白為張炳強，而高清翡翠台於2013年2月10日起逢星期日晚7點播放。

## 製作背景
2009年3月，動物星球頻道與英國廣播公司商業分支宣佈將會共同拍攝《馬達加斯加奇觀》。節目由BBC自然歷史組（BBC Natural History Unit）負責拍攝及製作，Mary Summerill擔任節目製作人，Mike Gunton擔任執行製作。攝製隊一共花了18個月時間，往島上不同偏遠地方尋找及拍攝稀有物種。
- 攝製隊首要拍攝的生物是大狐猴，屬狐猴群中最大的物種。攝製隊於米欽祖雨林保護區僥倖地只花了一個月時間，便追蹤到一群有父母及一對子女的大狐猴家庭。[3]
- 攝製隊曾到訪島上遠北處的喀斯特地形（當地稱為tsingy），嘗試拍攝冠狐猴跨越尖銳岩石的敏捷身手。攝製隊耗費工夫於石峰上架設攝影機臂架，以便攝影機以廣角度近距離拍攝其景況。[3]
- 島上其中一處最為偏遠的地方是Cap Sainte Marie海灘，座落於馬達加斯加島的最南端。製片人獲告知可在此處找到象鳥蛋的遺骸。他們驚訝地發現該處有數以千計的象鳥蛋碎片，當中有不少碎片已埋藏了一千年以上。[3]

《馬達加斯加奇觀》是BBC介紹地球上大型野生動物生境的自然紀錄片系列之一，其系列的上一作品為2010年的《大裂谷》，接檔作品為2012年的《壯麗大堡礁》（Great Barrier Reef）。

## 每集內容

### 第1集：奇蹟之島
2011年2月9日播出，本集介紹的物種包括：
- 大狐猴
- 馬島蝟
- 長頸象鼻蟲（英语：Giraffe weevil）
- 豹變色龍
- 侏儒變色龍
- 灰馴狐猴（英语：Lac Alaotra bamboo lemur）
- 冠美狐猴（英语：crowned lemur）
- 馬島長尾狸貓
- 維氏冕狐猴
- 瓦德氏擬鶲（英语：Ward's Flycatcher）
- 馬島冠卷尾（英语：Crested Drongo）
- 大紅鸛
- 弗雷氏馬島鵑
- 環尾狐猴
- 大寬尾獴
- 射紋龜

### 第2集：失落的世界
2011年2月16日播出，本集介紹的物種包括：
- 環尾狐猴
- 馬島鵟（英语：Madagascar Buzzard）
- 非洲白頸鴉
- 地毯變色龍（英语：Furcifer lateralis）
- 盔鵙（英语：Helmet Vanga）
- 狨毛原狐猴（英语：Silky sifaka）
- 竹狐猴
- 枯葉變色龍
- 大狐猴
- 馬島蝟
- 樹蛙
- 黃蜂
- 日行守宮
- 蛇
- 馬島壽帶（英语：Malagasy Paradise Flycatcher）
- 馬島杜鵑（英语：Madagascar Cuckoo）
- 指猴
- 攀樹彩蛙（英语：Climbing mantella）
- 葉尾守宮
- 紅領狐猴（英语：Red ruffed lemur）
- 馬島綠鳩（英语：Madagascar Green Pigeon）
- 馬島鸚鵡（英语：Vasa parrot）
- 白頭美狐猴（英语：White-headed lemur）

### 第3集：焦金流石之境
2011年2月23日播出，本集集中介紹猴麵包樹周邊的物種，包括：
- 蜻蜓
- 維氏冕狐猴
- 環尾狐猴
- 美狐猴
- 蠟蟬（英语：Planthopper）
- 倭狐猴
- 拉波德氏變色龍（英语：Furcifer labordi）
- 變色蛙
- 馬島鸚鵡（英语：Vasa parrot）
- 蟬
- 黃蜂

## 外部連結
- 英國廣播公司《馬達加斯加奇觀》節目官方網站 （页面存档备份，存于）
- 英國廣播公司《巨蛋尋根》節目官方網站 （页面存档备份，存于）
- Eden《馬達加斯加奇觀》節目網頁
- Jigsaw puzzle （页面存档备份，存于）——大衞·愛登堡拍攝《動物園探奇》時拼湊象鳥蛋碎片的影片
- David Attenborough's Madagascar （页面存档备份，存于）——大衞·愛登堡拍攝馬達加斯加野生動物的50年
- 互联网电影数据库（IMDb）上的资料（英文）
- 豆瓣电影上《馬達加斯加奇觀》的資料 （简体中文）